# João Gonçalves da Câmara
João Gonçalves da Câmara (? — Funchal, Madeira, 26 de março de 1501) foi o segundo capitão-donatário do Funchal, cargo em que sucedeu a seu pai, João Gonçalves Zarco, por volta de 1467. Segundo os autores do Elucidário Madeirense, terá sido o primeiro a usar apelido Câmara na ilha da Madeira
No entretanto, afirma-se ainda no Elucidário, pode afirmar-se que procede de João Gonçalves Zarco, embora talvez ele o não tivesse usado nunca. Baseia-se esta afirmativa na carta régia de 4 de julho de 1460, que em mais dum lugar chama ao descobridor da Madeira João Gonçalves de Câmara de Lobos, ao conferir-lhe o título de nobreza e ao conceder-lhe o respectivo brasão de armas.
Foi durante o seu governo que a Madeira conheceu um significativo desenvolvimento económico e social, devido, sobretudo, ao incremento da indústria e do comércio do açúcar. 
Câmara terá participado na tomada de Arzila (1471), na Conquista de Ceuta e na campanha de Larache, lutando, ainda, contra os castelhanos quando estes invadiram o arquipélago da Madeira. Em 1492, fundou o Convento de Santa Clara, no Funchal. Dono de uma grande casa senhorial, teve uma vida faustosa, deixando, por morte, uma considerável fortuna.
Foi casado com D. Mécia de Noronha, filha de Dom João Henriques de Noronha, filho de Afonso, conde de Gijón e Noronha) e Isabel de Portugal.